# Озброєння угрів

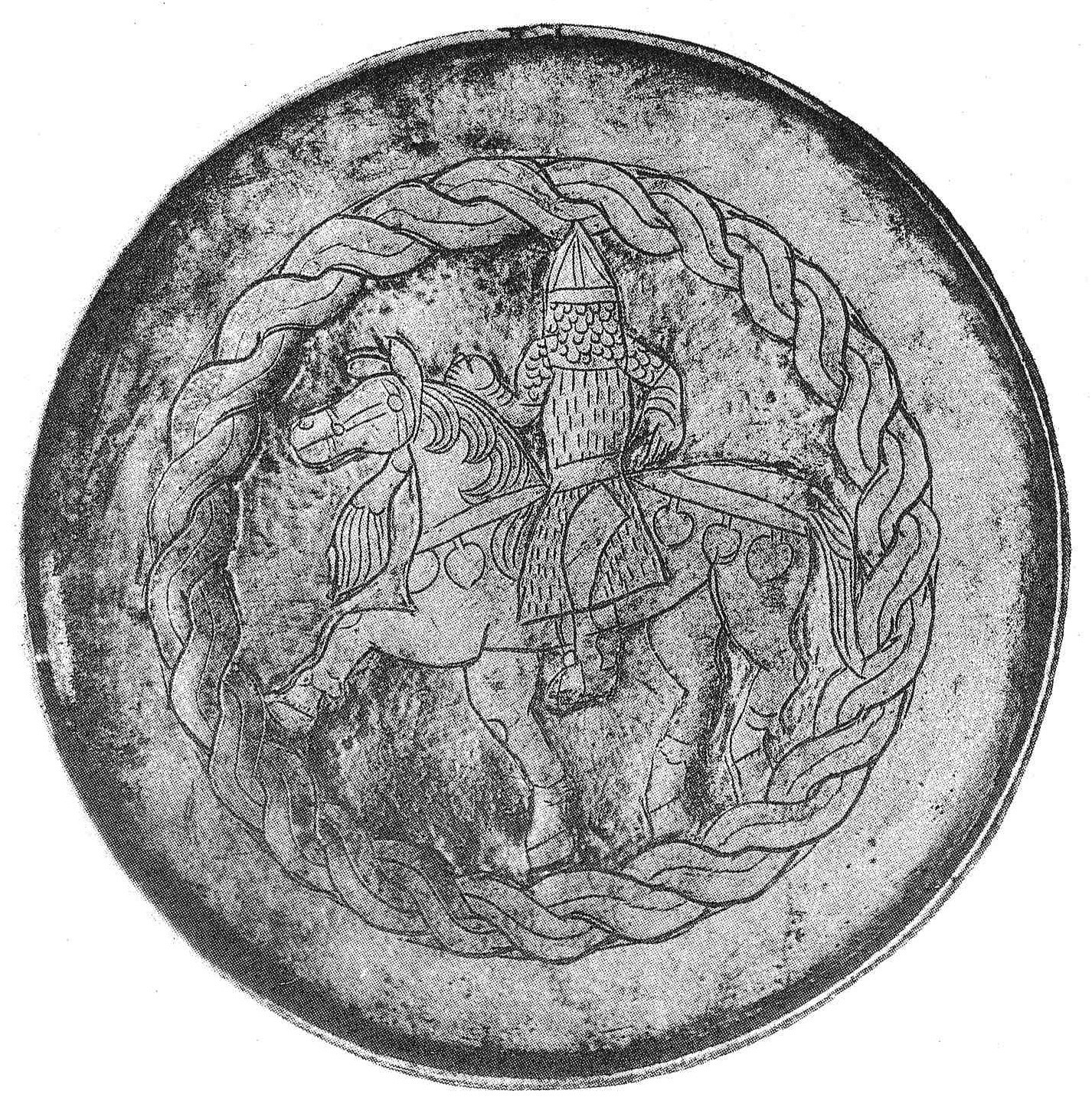
Зображення вершника, срібна чаша з села Мужі, IX ст.

Озброєння угрів — озброєння давніх мадяр, предків сучасних угорців, часу міграції із Зауралля через території сучасної Башкирії, Нижнього Прикам'я, Північного Причорномор'я, Нижнього Дунаю у Карпатську котловину, і початкового періоду їх перебування у останній, що мало місце у IX—X столітті. Включає також озброєння кабарів (каварів) — народу хозарського походження, що приєднався до коаліції мадярських племен у IX столітті.

## Наступальне озброєння

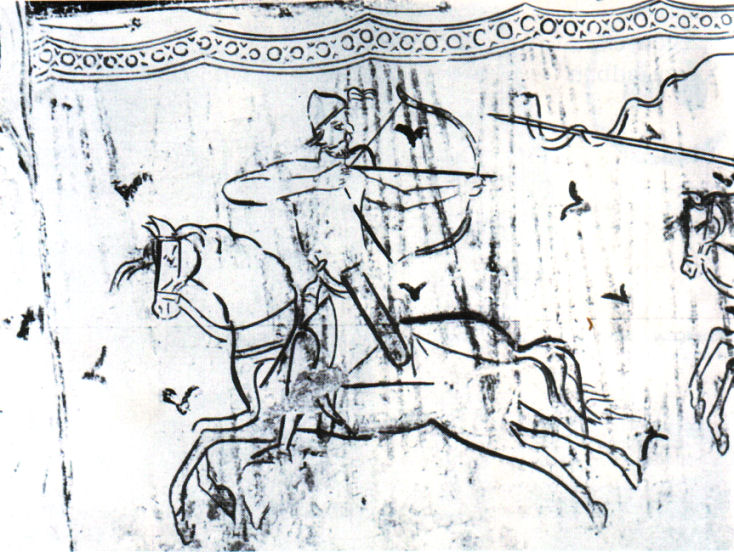
Легкоозброєний угорський вершник, фреска Х ст.

Наступальне озброєння складалось із луків, списів, пік, палашів, шабель, мечів і сокир.
Лук був основною зброєю угрів. Це був складний лук, близький за конструкцією до луків «хуннського» або «тюркського» типів. Він мав форму грецької літери сигма (Σ), довжина з натягнутою тетивою складала від 900 до 1200 мм. До IX століття кочовики східноєвропейських степів носили луки зі знятою тятивою у вузьких налуччях (налуччя-панчоха), а вже в цьому столітті з'являється новий тип налуччя у формі половинки лука (налуччя-кобура), у якому лук носився з натягнутою тятивою. Упродовж IX століття обидва типи налуччя співіснували (співіснування могло відбуватись у тому числі у рамках комплекту зброї окремого воїна, коли він мав одночасно налуччя-панчоху і налуччя-кобуру), до середини Х століття налуччя нового типу застосовувалися в угрів уже дуже широко, а до XI століття вони стають єдиним типом цього виду спорядження. Разом із цим, зображення вершника на чаші із села Мужі (IX століття) демонструє налуччя, що мало риси обох різновидів — воно має форму схожу з налуччям-кобурою, але одночасно вигнуте подібно до налуччя-панчохи. Лучний комплект — сагайдак, носився на окремому поясі, що застібався гапликом. Із лівого боку підвішувались один або два луки у налуччях, у нахиленому положенні, таким чином, що лук був спрямований назад, а з правого підвішувався колчан зістрілами , розташованими вістрям догори.
Колчани були двох видів. До першого відносились колчани сплощено-циліндричної або трапецієподібної форми із дерева, берести, шкіри. Устя та нижній край могли бути зміцнюватися металом. До пояса такий колчан кріпився за допомогою двох скоб, розташованих біля устя — по одній із кожного боку. Другий складали колчани з берести трапецієподібної або усічено-конусної форми, які підвішувалися до пояса за допомогою двох петель із кістки або металу, закріплених на одному боці колчана. Такі колчани могли мати в усті своєрідну «кишеню», яка, у свою чергу, могла закриватися відкидною кришкою у вигляді шкіряного язика.
Довга держакова зброя складалась із списів і пік. Вони мали втулчасті наконечники з витягнуто-трикутною, ланцетоподібною формою пера, також у формі листка лавра або верби (списи) та пер пірамідальної форми ромбоподібного або квадратного перерізу (піки). Довжина списів і пік становила приблизно 2,5-3 м..
Клинкова зброя була представлена палашами, шаблями та мечами.
Палаші використовувались уграми у ранній період — до першої чверті Х століття. Вони мали прямий клинок довжиною від 650 до 800 мм і шириною 30-40 мм, товщина клинка біля ефесу становила 4-8 мм. Вістря формувалось плавним заокругленням леза на кінці клинка. У перерізі клинок був зазвичай клиноподібної форми, рідше лінзоподібної. Хрестовина ефесу робилась зі сталі, кольорових або дорогоцінних металів, вона мала форму прямокутника (бруска) або лодії (звужувалась до кінців). Хрестовини у формі лодії могли мати на кінцях розширення у формі трапеції, серця або кульки, центральна частина хрестовини також могла мати ромбоподібне розширення. Руків'я кріпилося на хвостовику всадним способом на клею з наступною фіксацією заклепкою, але на хвостовиках окремих палашів (і шабель) отворів під заклепку не виявлено. Навершя мало форму циліндра, інколи, можливо, також грушоподібну. Такий вигляд палаші угрів мали до Х століття, у якому їхні клинки стали довші, а вістря тепер формувалося плавним заокругленням леза та увігнутим скосом обуха. Останній зазвичай був загострений. Хрестовина у формі лодії майже завжди мала ромбоподібне розширення у центрі та розширення на кінцях — у формі кульки, серця або краплі. На руків'ї унизу з'явилась металева фігурна обойма, яка часто робилась як одне ціле з хрестовиною. Навершя були циліндричної, грушоподібної або усічено-конічної форми. Інколи навершя і руків'я кріпилися до хвостовика однією заклепкою, голівка якої мала кільце для темляка. Піхви, які повторювали контури клинка, виготовлялись із дерева та обтягувалися шкірою або тканиною. Металевий прибор піхв складався із наконечника циліндричної форми або усічено-конічної форми, устя зазвичай циліндричної форми та двох скоб у формі літери П, до яких кріпилися ремінці портупеї.
З першої чверті Х століття шабля була головним видом клинкової зброї угрів. Вона мала клинок незначної кривизни (біля 10 мм або більше) довжиною 700—850 мм, шириною 25-30 мм, товщиною біля ефесу 5-8 мм. Вістря формувалося плавним заокругленням леза на кінці клинка або заокругленням леза та увігнутим скосом обуха, якій зазвичай був загостреним. Інколи клинок мав слабовиражену єлмань (загострене розширення на кінці клинка з боку обуха) та доли. У перерізі клинок був клиноподібний (трикутний), його поверхня могла частково золотитися та покриватися орнаментом. Хрестовина у формі лодії часто мала ромбоподібне розширення у центрі і розширення на кінцях у формі кульки, груші або краплі. Інколи хрестовини робилися з кістки або дерева та покривалися металевими накладками. Руків'я, яке мало невеликий нахил у бік клинка, робилося з кістки або дерева та могло покриватися шкірою або тканиною. Воно кріпилося всадним способом та фіксувалося зазвичай однією заклепкою. Металеве навершя мало грушоподібну, кулеподібну або наперсткоподібну форму. Піхви, які повторювали контури клинка, виготовлялися з дерева та обтягувалися шкірою або тканиною. Металевий прибор піхв складався із наконечника циліндричної або усічено-конічної форми, устя зазвичай циліндричної форми та двох скоб у формі літери П, до яких кріпилися ремінці портупеї. Наконечник інколи міг бути значної довжини — до 1/3 або 1/5 загальної довжини піхв, наконечник усічено-конічної форми також інколи мав кінець у вигляді кулі.
Угри використовували мечі трьох різновидів. До першої відносилися мечі з вузьким клинками зазвичай лінзоподібного перерізу, ефес яких був подібним або аналогічним ефесам палашів і шабель. До другої відносилися мечі з клинками каролінзького типу, що мали тоді розповсюдження по усій Європі, але з ефесами шабельної форми, включаючи нахилене руків'я. До третьої відносилися мечі звичайного каролінзького типу, частина з яких відрізнялася від загальноєвропейських оформленням ефесу в угорському стилі, зазвичай у вигляді рослинного орнаменту. Крім цього, на території Угорщини був знайдений принаймні один меч візантійського типу — у похованні Х століття в селі Кунагота.
Угри також використовували невеликі сокирки-чекани, обух яких мав вигляд молотка або клина. Така зброя з'явилася в них унаслідок контактів із представниками булгарської, хозарської та аланської військової знаті. Можливо, як і у аланів, сокирки-чекани мали підкреслювати високий соціальний статус свого власника, його належність до військової аристократії або племінної верхівки.

## Захисне озброєння
Захисне озброєння складалося із шоломів, кольчуг, ламелярних панцирів і, можливо, щитів. Шоломи були двох видів: конічні, сфероконічні або яйцеподібні шоломи клепано-сегментної конструкції і монолітні куполоподібні. Конічні шоломи клепано-сегментної конструкції відомі тільки за зображеннями — зображення вершника на чаші із села Мужі (IX століття) і зображення вершника на золотій посудині із Надь-Сент-Міклош (IX—X століття). Останнього М. Горелик вважає кабаром. Обидва шоломи мають обід і кольчужну кругову бармицю — на чаші із Мужів вона, ймовірно, закриває усе обличчя, окрім очей.
Клепано-сегментні шоломи складалися із чотирьох або восьми металевих пластин, з'єднаних заклепками і увінчаних навершям. Такий шолом міг бути оснащений бармицею, яка могла бути круговою (шолом із Печа, припущення) та Т-подібною носовою пластиною (шолом із Каранаєво) подібно до норманських шоломів. Шолом із Лагерево також має прямокутну пластину, прикріплену до нижнього краю потиличної частини купола — ймовірно, призначену для кріплення бармиці. Всього відомо чотири сфероконічні шоломи клепано-сегментної конструкції, пов'язані з уграми — три знайдено на території Південного Уралу (Житимак, Лагерево, Каранаєво), один зберігається у Археологічному музеї угорського міста Печ. М. Горелик включає до цієї групи шоломів також шолом із кургана 41, що у Гньоздово (IX—X століття), який він інтерпретує як кабарський. Цей шолом відрізняється ажурним декором ободу і металевих смуг, які закривають зверху сегменти купола.
Яйцеподібний шолом клепано-сегментної конструкції відомий один — знайдений у похованні біля села Манвелівки Дніпропетровської області у складі багатого комплекту наступального і захисного озброєння, датованого IX століттям. Шолом складається із сегментів із хвилеподібними краями, з'єднаних заклепками, прямокутною пластиною зверху і вузьким ободом, складеним із окремих пластинок внизу. Над чолом пластина трохи ширша і увінчана трьома пластинками, що формують тризубець, внизу вона має залишки носової пластини.
Монолітні шоломи куполоподібної форми з'явилися в угрів у кінці Х століття під впливом контактів з військовою культурою Західної Європи. Такий шолом відомий лише один — із села Немія Вінницької області. Він має відносно невелику висоту і дві срібні орнаментовані накладки — одну навколо ободу з рослинним орнаментом, і чолову з антропоморфним умовним зображенням обличчя (видні ніс і очі). Конструктивно цей шолом близький до таких європейських шоломів, як шоломи із Оломоуця, кілька шоломів Святого Вацлава, шоломи із колекції фон Кінбуша та інші.
Захист корпусу в угрів забезпечувався кольчугами та ламелярними панцирами.
Угорські кольчуги були завдовжки до колін, рукави доходили до ліктів. Зображення таких кольчуг мають вершники на чаші із села Мужі (одягнута під ламелярний панцир) і посудині із Надь-Сент-Міклош, фрагменти кольчуг знайдені в Лагерево і біля Манвелівки.
Ламелярний панцир, надягнутий на кольчугу, зображено на чаші із села Мужі. Він складається із нагрудної та наспинної частин, з'єднаних лямками на плечах, знизу приєднані довгі набедреники. Подібний комплект — кольчуга з ламелярним панцирем — був знайдений біля Манвелівки. Також зображення ламелярного панцира є на оковці рогу з Чорної могили у Чернігові — на думку Горелика ріг (ритон) є витвором кабарського мистецтва.
Захист кінцівок відображено на посудині з Надь-Сент-Міклош: він має вигляд поножів і наручнів із вертикальних металевих смуг, приклепаних до шкіряних ремінців (шинний захист). Така конструкція була типовою для хозарських обладунків.
Щити, ймовірно, використовувались уграми дуже обмежено.